# Rambriksh Benipuri
Œuvres principales
Ambpali
Patiton Ke Desh Mein
Genhu Aur Gulab
Maati Ki Muratien
Zanjeerein Aur Deewarien
Vijeta, Shakuntala
Ramavriksha Benipuri, né le 23 décembre 1899 à Muzaffarpur, au Bihar, en Inde et y décédé le 7 septembre 1968 était un combattant de la liberté, un leader socialiste, un éditeur et un écrivain hindi.  Il est né dans un petit village du nom de Benipur dans une famille brahmane Bhumihar (en).  Il a passé neuf ans en prison pour avoir lutté pour l'indépendance de l'Inde. Il est le fondateur du Parti socialiste du Bihar en 1931 et du Parti socialiste du Congrès (en) en 1934. Il a été président du comité du congrès du district de Patna du Congrès national indien de 1935 à 1937 lors des élections provinciales indiennes de 1937. Il a été élu membre de l'Assemblée législative de Katra North en 1957.  En 1958, il a été élu membre du syndicat de l'Université du Bihar (aujourd'hui Babasaheb Bhimrao Ambedkar Bihar University (en)), à Muzaffarpur,. 
Rambriksh Benipuri, originaire de Muzaffarpur au Bihar, a participé activement au Mouvement pour l'indépendance de l'Inde. Il a également été journaliste de littérature hindi et a fondé plusieurs journaux comme Yuvak en 1929 et a régulièrement contribué dans divers autres à diffuser l'idée du nationalisme et de la libération du raj britannique.